# Per Spook
Per Spook (né le 2 juillet 1939 à Oslo) est un créateur de mode norvégien. Il a reçu l'Aiguille d'Or en 1978 et le Dé d' Or en 1979 et 1993. Il a été décoré Chevalier de première classe de l'Ordre royal norvégien de Saint-Olav des mains de Harald V de Norvège en 2003,.

## Ses Débuts
Après des études à l’école des Beaux-Arts d’Oslo, dont il sort diplômé, il abandonne sa Norvège natale pour Paris en 1960, où il entre à l'école de la Chambre Syndicale de la Couture. Il travaille ensuite comme designer indépendant pour quelques maisons de haute couture, comme Christian Dior et Saint Laurent, avant de rejoindre Louis Féraud, où il travaille durant une quinzaine d'années, avant de prendre la direction artistique.

## La maison Per Spook (1977-1994)
En 1977, il prend son indépendance et ouvre sa maison de haute couture et reçoit l'année suivante l'Aiguille d'Or de la collection la plus créative pour l'automne/hiver 1978-1979. L'année suivante, il obtient le Dé d'or pour sa collection automne/hiver 1979-80.
En 1979, Per Spook connaît un succès notamment grâce aux célébrités qui s'habillent chez lui, entre autres Jane Birkin et Nana Mouskouri rencontrée durant ses années chez Feraud. À la suite de cette célébrité soudaine il réorganise son entreprise en deux sociétés distinctes :
- Per Spook Paris SA, pour la haute couture avec Bertrand Djian comme PDG.
- Per Spook Rive Droite SA, pour le prêt à porter (Rive Droite étant un clin d'œil à Saint Laurent rive gauche ).

En 1980, il ouvre une boutique avenue George-V.
En 1994, après avoir ouvert une boutique avenue Montaigne, il ferme sa maison de couture à Paris, en raison d'un différend avec actionnaire américain Haifinance.

## L'après Paris
Étant toujours lié par contrat avec le groupe japonais Itokin, propriétaire depuis 1989 de la licence et de la marque Per Spook dans 25 pays d'Asie, il continua de dessiner des collections de prêt-à-porter pour le marché asiatique.
Per Spook est connu pour son goût prononcé pour le noir et blanc. Ses collections sont souvent marquées par des thèmes tels que les motifs géométrique, la nature et le climat nordique.
En 2003, il a reçu l'Ordre de Saint-Olav, et a également reçu le prix honorifique de l'industrie de la mode norvégienne en 2005.
Il publie un premier livre intitulé Per Spook, Haute couture 1977-1995, dans lequel il photographie lui-même ses 18 années de créations.